# Ramstad Station
Ramstad Station (Ramstad stasjon eller Ramstad holdeplass) var en jernbanestation på Drammenbanen, der lå i Ramstad i Bærum kommune i Norge.
Stationen åbnede som trinbræt 1. november 1931 og havde privat billetsalg fra 1932 til 26. januar 1964. Den bestod af to spor hver sin sideliggende perron. Betjeningen med persontog ophørte 3. juni 1973, og i august 1978 blev stationen nedlagt.